# Hedemoraparnassen

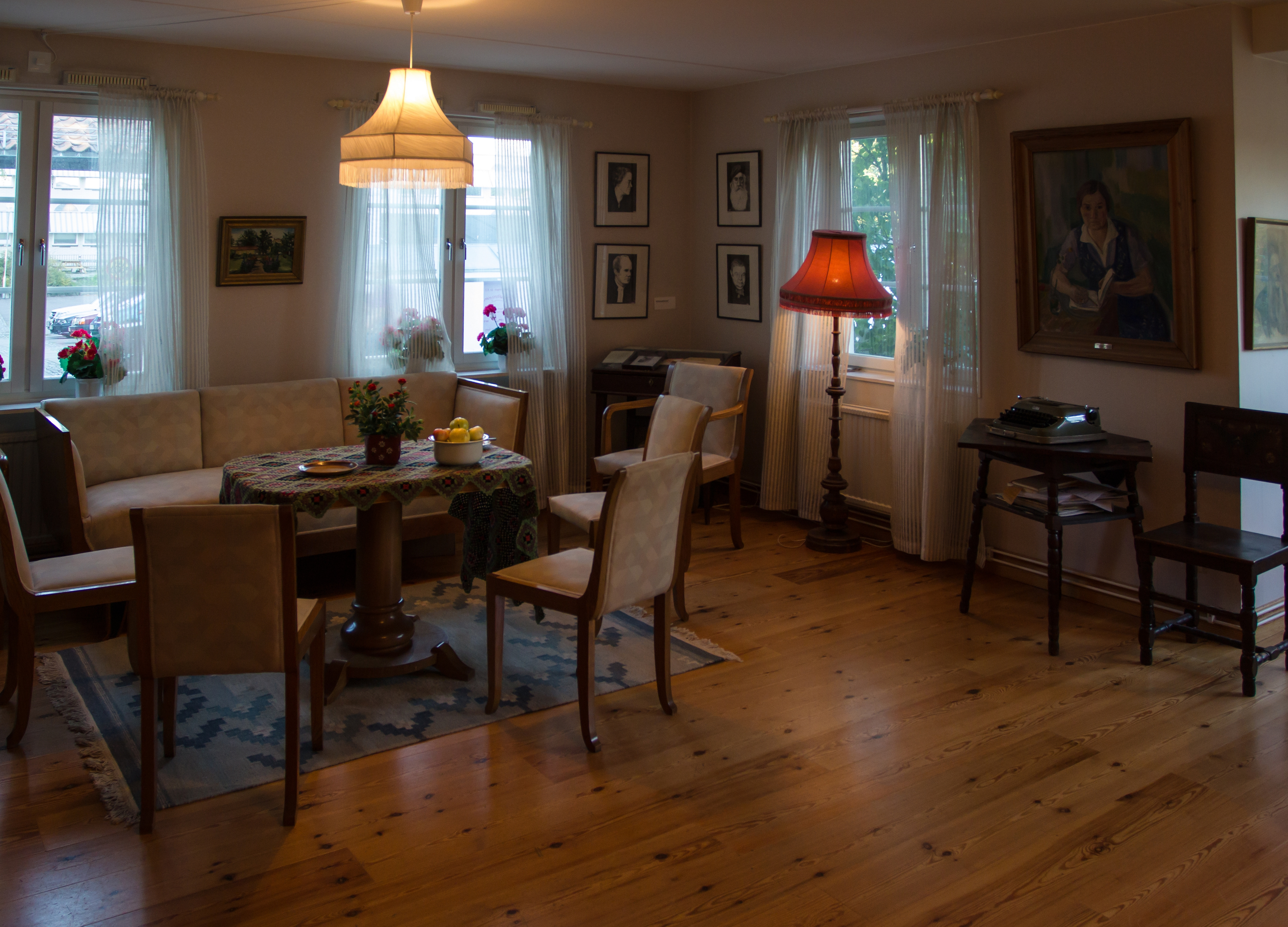
Martin Koch-rummet. I bortre hörnet sitter tecknade porträtt av medlemmarna i parnassen.

Hedemoraparnassen var en vänkrets av kulturellt engagerade personer i Hedemora på 1930-talet, bestående av Nils Bolander, Kerstin Hed, Martin Koch och Paul Lundh. De träffades oftast på pensionatet Lagmansgården som Kochs fru Signe ("Sian") drev. Kretsen besöktes ofta av andra författare, såsom Nils Ferlin, Ivar Lo-Johansson och Harry Martinson.
I Martin Koch-rummet i Lagmansgården (pensionatet är idag i övrigt bostäder) i Hedemora finns ett litet museum om parnassen.